# René Léraud
 (avril 2020).
- Si vous ne connaissez pas le sujet, laissez ce bandeau (vous pouvez alors contacter les auteurs).
- Si vous supprimez le contenu mis en cause (vous pouvez préalablement contacter les auteurs),

argumentez précisément cette suppression dans la page de discussion
(un manque de référence n'est pas un argument ; une recherche réelle de référence doit avoir été effectuée, être formellement documentée).
René Augustin Léraud est un peintre, graveur, sculpteur français né le 30 janvier 1916 à Nantes et mort le 14 mars 2010 à Varennes-sur-Loire.

## Biographie
René Léraud est né le 30 janvier 1916 à Nantes. Il est le fils unique de Baptistine Maheo et de Louis Léraud. Son père, gardien de prison, meurt en 1932.
Ayant accompli son service militaire pendant deux ans, il est mobilisé en 1939, lors de la Seconde Guerre mondiale. Pendant la débâcle, il est fait prisonnier par les Allemands à Bacqueville le 12 juin 1940. Après une marche forcée jusqu'au Pays-Bas, il est interné dans un camp, affecté quelques semaines dans une usine, puis envoyé à Legden (Allemagne). Il passe cinq années de sa vie dans la ferme de la famille Hessel, où il travaille aux champs. Libéré en 1945, il rejoint sa mère à Angers. Il décide alors d'intégrer l'École normale pour devenir enseignant. 
À la suite d'une déception sentimentale, il part au Maroc où il enseigne pendant une année dans une école de Fès. Il y réalise une série de dessins de ses élèves.
De retour en France, il est nommé instituteur à Saint-Clément-des-Levées. Il rencontre Jeanne Paulette Pugliesi (1922-2021) en juin 1948, sur une plage de la Loire, et l'épouse cinq mois plus tard, le 4 novembre 1948.
Le couple rejoint Saumur le 16 septembre 1952 où René Léraud est nommé directeur-adjoint de l'école Jean de la Fontaine. Il en deviendra directeur quelques années plus tard.
Il donne des cours de dessin et d'art plastique à des élèves le dimanche.
René Léraud part à la retraite en 1971 et s'installe dans le village de Varennes-sur-Loire où il a acheté une maison plusieurs années auparavant, qu'il a rénovée lui-même. Il y établit un atelier d'artiste, muni d'une presse, dans lequel il s'adonne à la peinture, la gravure et la sculpture. Il y demeure pendant 39 ans, ne la quittant qu'à de rares occasions, lors de promenades sur les bords de Loire pour dessiner des passants angevins ou les maisons en tuffeau, ou encore lors de brefs séjours à Banyuls-sur-Mer ou à Douarnenez, vers la pointe du Raz, qu'il affectionne particulièrement. 
Durant toute sa carrière, René Léraud s'entoure de nombreux artistes de la région : Jocelyn Mercier, Claude Maillard, Raymond Carrance, Paul Jallat et Jean Commère, avec qui il collabore. René Léraud forme aussi plusieurs peintres et graveurs, comme Claude Rutault, Jacques Halbert et Patrice Moreau.
Il rencontre également Bob de Moor pour un projet avec Hergé qui n'aboutira pas. 
Durant les derniers mois de sa vie, un reportage lui est consacré par sa petite-fille Inès Léraud, journaliste et documentariste sur France Inter.
Il meurt auprès de son épouse dans sa maison de Varennes-sur-Loire le 14 mars 2010.

## Œuvre

### Peinture et gravure
René Léraud réalise sa première gravure au « Vieux Logis ».
Autodidacte, René Léraud dessine ses premières œuvres en 1930, commençant par une série de portraits. Face au refus de sa famille d'intégrer l'école des beaux-arts, il se forme seul aux différentes disciplines et techniques picturales, s'essayant à la fois dans la peinture, la gravure, la sculpture et la céramique, sous la signature « RL ». 
Toute sa vie, il restera influencé par Egon Schiele, Lucian Freud, Mark Rothko, Nicolas de Staël ou Pablo Picasso.
Il connait différentes périodes (femmes aux cheveux rouges, nudistes à la plages, etc.) et alterne les œuvres figuratives et les œuvres abstraites, utilisant toutes formes de médias (peintures à l'huile, acrylique, sable, collages…).
Il s'adonne également à la gravure sur de multiples supports, des plus classiques aux moins conventionnels (cuivre et zinc, bois, contreplaqué, tôle rouillée…) et s'essaye à toutes les techniques (pointe sèche, eau-forte, aquatinte, carborundum), peignant parfois sur ses tirages.
En 1968, il illustre l'ouvrage Initiation à la céramique sur un texte de Marcel Legras.
Du 10 au 28 août 2011, certaines de ses œuvres sont exposées dans la salle Joly Leterme de la mairie de Saumur proposant une sélection d’œuvres d’artistes ayant travaillé dans le Saumurois au cours des années 1940-1990.

### Sculpture
René Léraud est surtout connu localement pour avoir modelé avec de l'argile, à partir de croquis personnels, plus de 800 têtes miniatures. Inspirées de celles de Honoré Daumier, hautes d'une vingtaine de centimètres, elles représentent des personnalités du monde politique, artistique, journalistique, sportif. 
De Laurent Fabius à Simone Signoret et de Elisabeth II à Alfred Hitchcock, ces têtes étaient exposées dans son atelier. Cette collection a donné lieu à quelques articles dans la presse régionale,.

## Expositions
« Peindre en Saumurois, 1940-1990. Jean Commère, Henri Cordier, Jacques Despierre, Élie Grekoff, René Léraud, Pierre Penon, Abel Pineau, Charles Tranchand, Georges Tranchand », mairie de Saumur, août 2011.